# Afrophthalma camerunica
Afrophthalma camerunica là một loài bọ cánh cứng trong họ Chrysomelidae. Loài này được Medvedev miêu tả khoa học năm 2006.